# Aquila Films
Aquila Films est une société italienne de production et de distribution de films de la période du muet basée à Turin. 

## Historique
La société est fondée en 1907. Elle produit de nombreux films policiers ou de mystère, les promouvant d'une manière sensationnaliste, ce qui lui assure rapidement le succès. La production de la société se développe rapidement, passant de cinq films en 1907 à soixante-trois en 1911. Aquila Films est parvenu à établir des relations solides avec des distributeurs étrangers, notamment en Grande-Bretagne et en France, et a, de ce fait, connu un succès commercial important sur les marchés étrangers. Durement touchée par l'éclatement de la Première Guerre mondiale qui a fermé plusieurs de ses marchés d'exportation rentables elle doit cesser son activité en 1917.
Parmi les réalisateurs qui ont beaucoup travaillé pour le studio figurent Ernesto Maria Pasquali et Roberto Roberti, le père de Sergio Leone, qui a notamment réalisé plusieurs films avec sa femme, l'actrice Bice Waleran, dont le célèbre La Vampire indienne, en 1913, considéré comme le premier western italien.

## Filmographie partielle
- 1907 : Dévouement maternel (La mamma) d'Ernesto Maria Pasquali
- 1907 : Les Dynamiteurs (I dinamitardi) d'Ernesto Maria Pasquali
- 1908 : Nell'abisso
- 1907 : La cavallina brettone d'Ernesto Maria Pasquali
- 1908 : Crime et châtiment (Rimorso eterno'')
- 1912 : La Comtesse Lara (La contessa Lara'') de Roberto Roberti
- 1912 : Le Moulin qui trahit (Le ali che tradiscono) d'Alberto Carlo Lolli
- 1912 : La Tour de l'expiation (La torre dell'espiazione) de Roberto Roberti
- 1913 : La Prison d'acier (La prigione d'acciaio) de Roberto Roberti
- 1913 : Il suicida N. 359 de Roberto Roberti
- 1913 : Le Feu de la rédemption (Il fuoco della redenzione) de Roberto Roberti
- 1913 : La Foudre (La Folgore)
- 1913 : Sa Majesté le sang (Sua Maestà il sangue) de Roberto Roberti
- 1913 : La Boule de cristal de Roberto Roberti
- 1913 : La Vampire indienne (La vampira indiana) de Roberto Roberti
- 1913 : Le Mystère du pont Saint-Martin (L'assassina del Ponte S. Martin) de Roberto Roberti.

## Principaux réalisateurs
- Ernesto Maria Pasquali
- Alberto Carlo Lolli
- Roberto Roberti